# Castle Combe

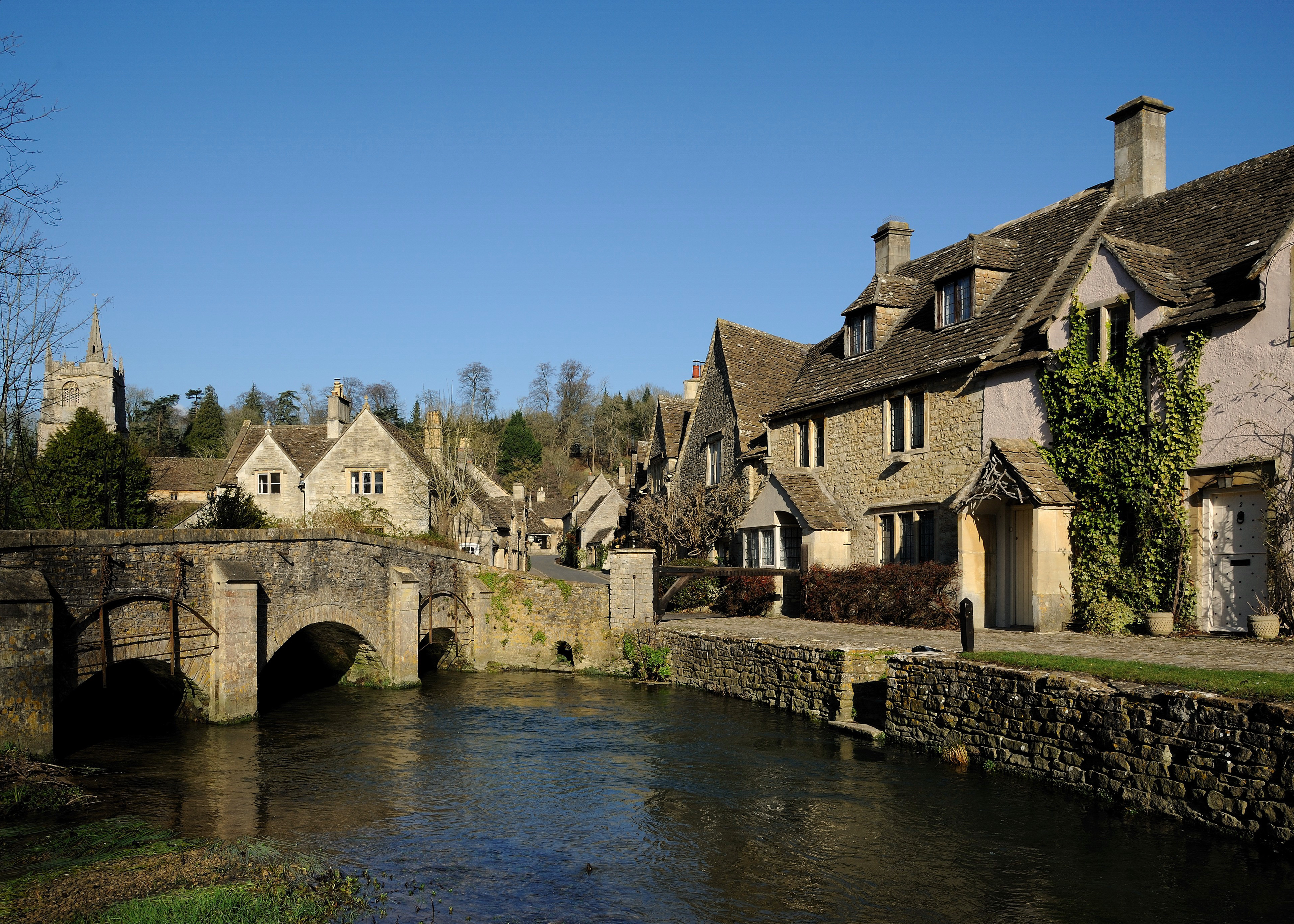

Castle Combe é uma vila e freguesia dentro da Área de Beleza Natural de Cotswolds em Wiltshire, Inglaterra.

## Prédios listados
A paróquia de Castle Combe tem 107 prédios listados.

## Locais religiosos
A igreja paroquial de St Andrew, da Igreja da Inglaterra, é um edifício listado como Grau I.
Parte da capela-mor é do século XIII; em 1850-1851, quase todo o edifício, exceto a torre do século XV, foi removido e reconstruído com o mesmo plano.
A primeira capela foi construída em 1757 e ampliada com uma sala de aula em 1846. A igreja atual, inaugurada em 1914, fica na parte superior da vila no que hoje é a estrada B4039. O edifício é uma antiga casa de malte e é anexado a uma casa do século XVIII que se tornou a mansão.
A igreja continua em uso.

## Hoje
Um recinto de corridas de automóveis, Castle Combe Circuit, está localizado no local do antigo campo de aviação RAF Castle Combe próximo da vila.